# 188061 Loomis
188061 Loomis è un asteroide della fascia principale. Scoperto nel 2001, presenta un'orbita caratterizzata da un semiasse maggiore pari a 2,5216065 UA e da un'eccentricità di 0,1772053, inclinata di 15,74638° rispetto all'eclittica.